# Piz Polaschin
Der Piz Polaschin ⓘ (rätoromanisch im Idiom Puter für Däumling) ist ein Berg westlich von Silvaplana im Kanton Graubünden in der Schweiz mit einer Höhe von 3013 m ü. M.

## Lage und Umgebung
Der Piz Polaschin gehört zur Lagrev-Gruppe, einer Untergruppe der Albula-Alpen. Über den Gipfel verläuft die Gemeindegrenze zwischen Silvaplana und Sils i. E. Der Piz Polaschin wird im Norden durch die Julierpassstrasse und im Südosten durch das Oberengadin eingefasst.
Zu den Nachbargipfeln gehören der Piz Lagrev und der Piz Julier.
Zwischen dem Piz Polaschin und dem Piz Lagrev befindet sich auf 2721 m ü. M. ein Bergsee. Auch im Süden besitzt der Piz Polaschin mehrere Seen, der grösste davon trägt den Namen Lej da la Tscheppa.
Talorte sind Silvaplana und Sils i. E. Häufiger Ausgangspunkt ist die Julierpassstrasse.

## Routen zum Gipfel

### Über den Südostgrat (Chavagl dal Polaschin)
- Ausgangspunkt: Silvaplana (1815 m) oder von der Julierpassstrasse (Il Dschember, 2010 m)
- Via: Muttaun, Chavagl dal Polaschin (2830 m)
- Schwierigkeit: L, bis Muttaun als Wanderweg weiss-rot-weiss markiert
- Zeitaufwand: 3¾ Stunden von Silvaplana, 3 Stunden von der Julierpassstrasse

### Über den Südgrat von der Julierpassstrasse
- Ausgangspunkt: Julierpassstrasse (Chamanna dal Stradin, 2161 m)
- Via: Gianda Polaschin, Gianda Lagrev, Fuorcla Polaschin (2864 m)
- Schwierigkeit: L
- Zeitaufwand: 2½ Stunden

### Über den Südgrat via Lej da la Tscheppa
- Ausgangspunkt: Sils-Baselgia (1799 m), Silvaplana (1815 m) oder von der Julierpassstrasse (Il Dschember, 2010 m)
- Via: Lej da la Tscheppa (2617 m), Fuorcla Polaschin (2864 m)
- Schwierigkeit: L, bis Lej da la Tscheppa als Wanderweg weiss-rot-weiss markiert
- Zeitaufwand: 3¾ Stunden von Sils-Baselgia, 4 Stunden von Silvaplana oder 3¼ Stunden von der Julierpassstrasse (1 Stunde von Lej da la Tscheppa)

### Über den Nordgrat
- Ausgangspunkt: Julierpassstrasse (Chamanna dal Stradin, 2161 m)
- Schwierigkeit: ZS, III
- Zeitaufwand: 4 Stunden von Silvaplana

### Von Osten zum Nordgrat
- Ausgangspunkt: Silvaplana (1815 m) oder von der Julierpassstrasse (Il Dschember, 2010 m)
- Via: Muttaun, Nordhang
- Schwierigkeit: ZS, III, BG- bis zum Einstieg
- Zeitaufwand: 3 Stunden von Silvaplana, 2¼ Stunden von der Julierpassstrasse bis zum Einstieg

## Galerie

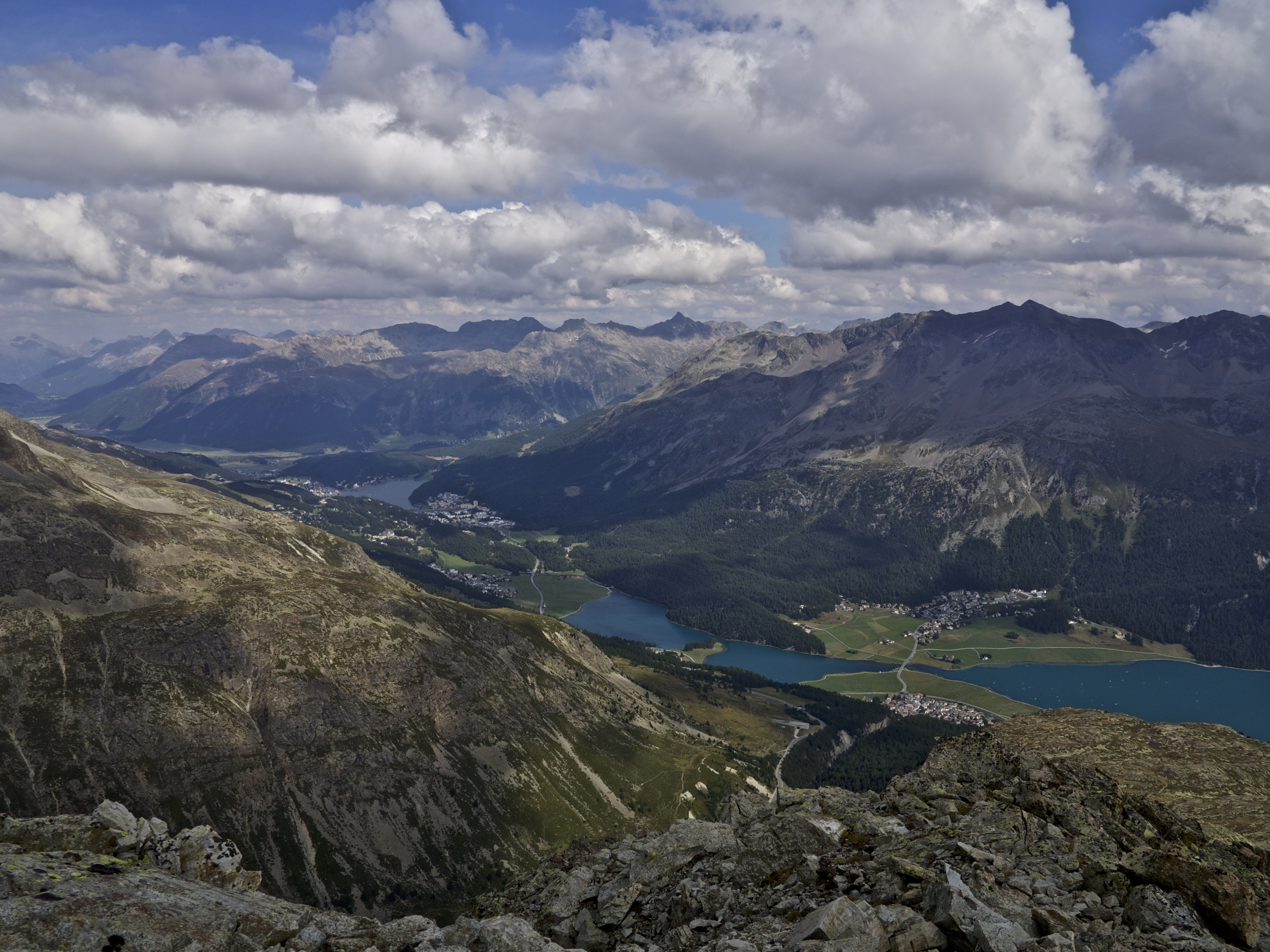
Blick über das Oberengadin.
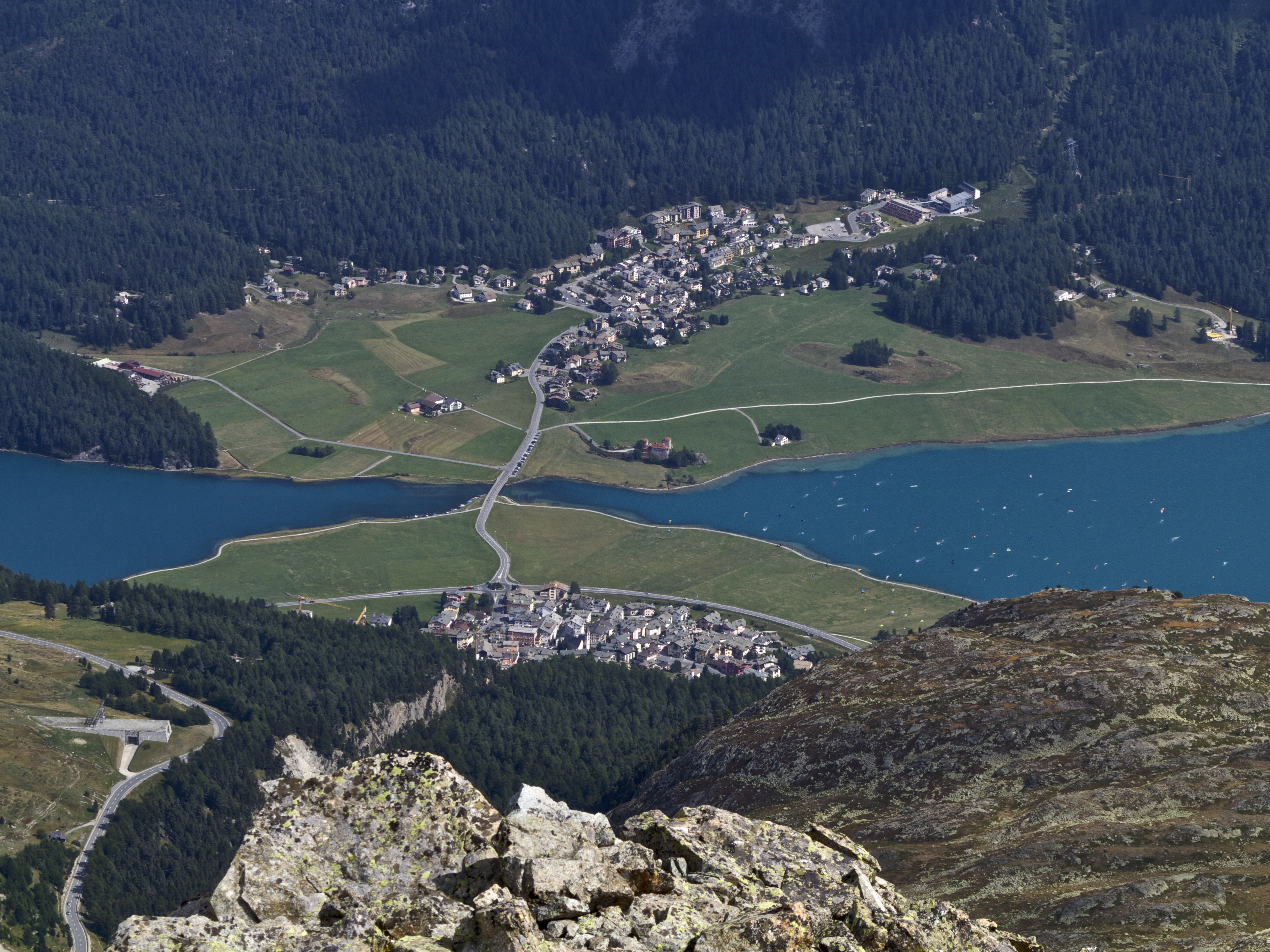
Blick auf Silvaplana und Surlej.
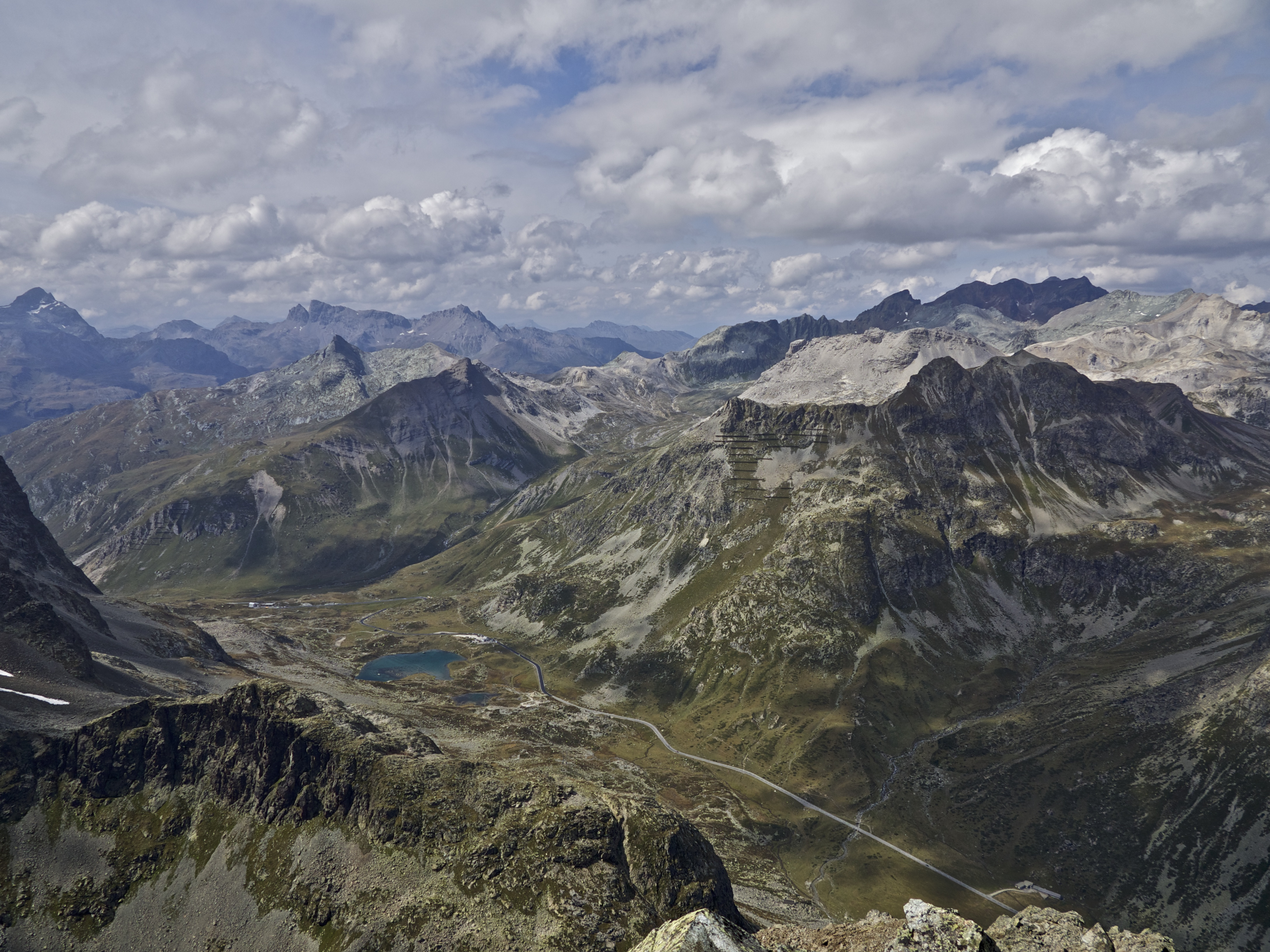
Blick zum Julierpass.
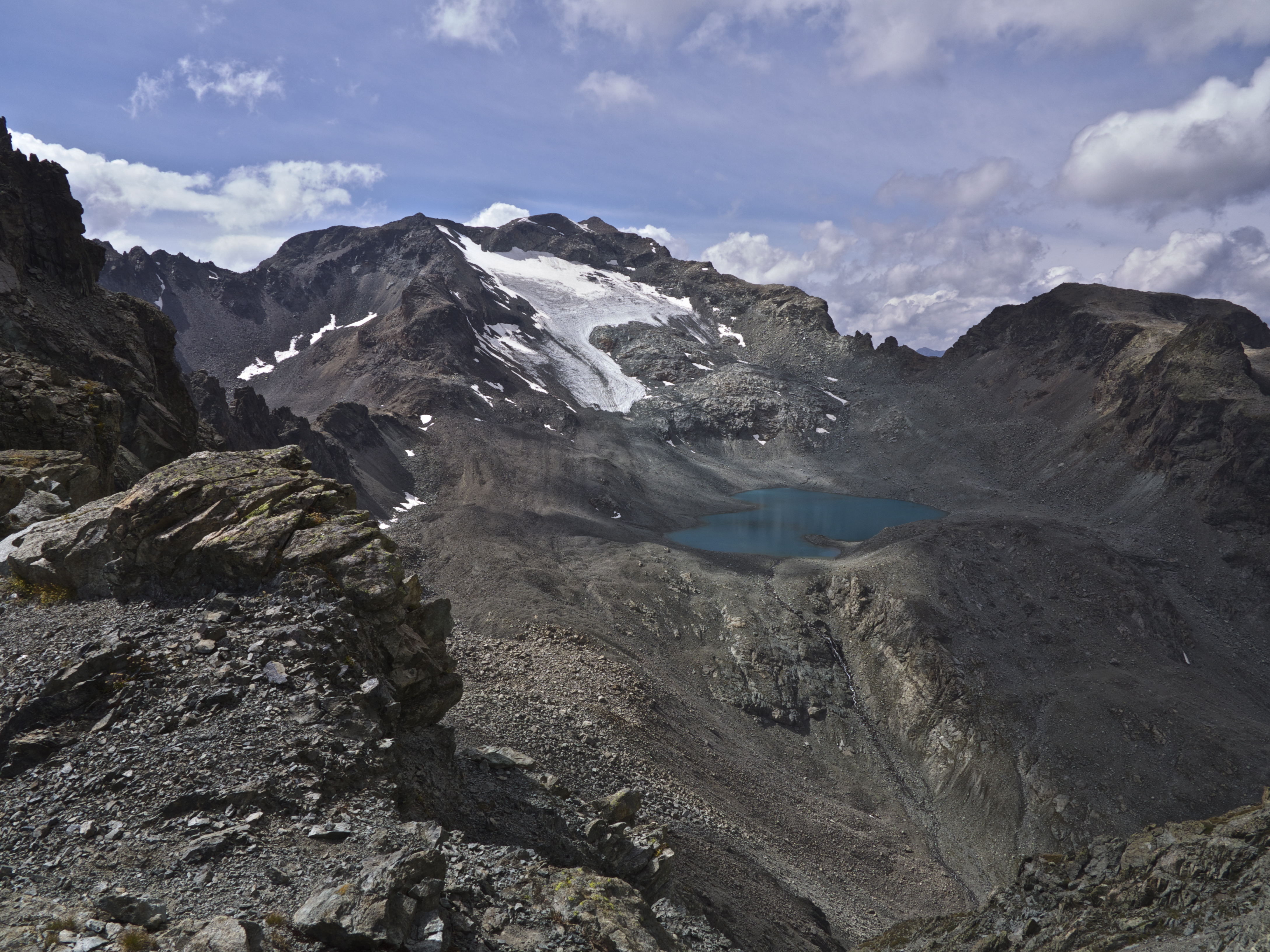
Blick zum Piz Lagrev.
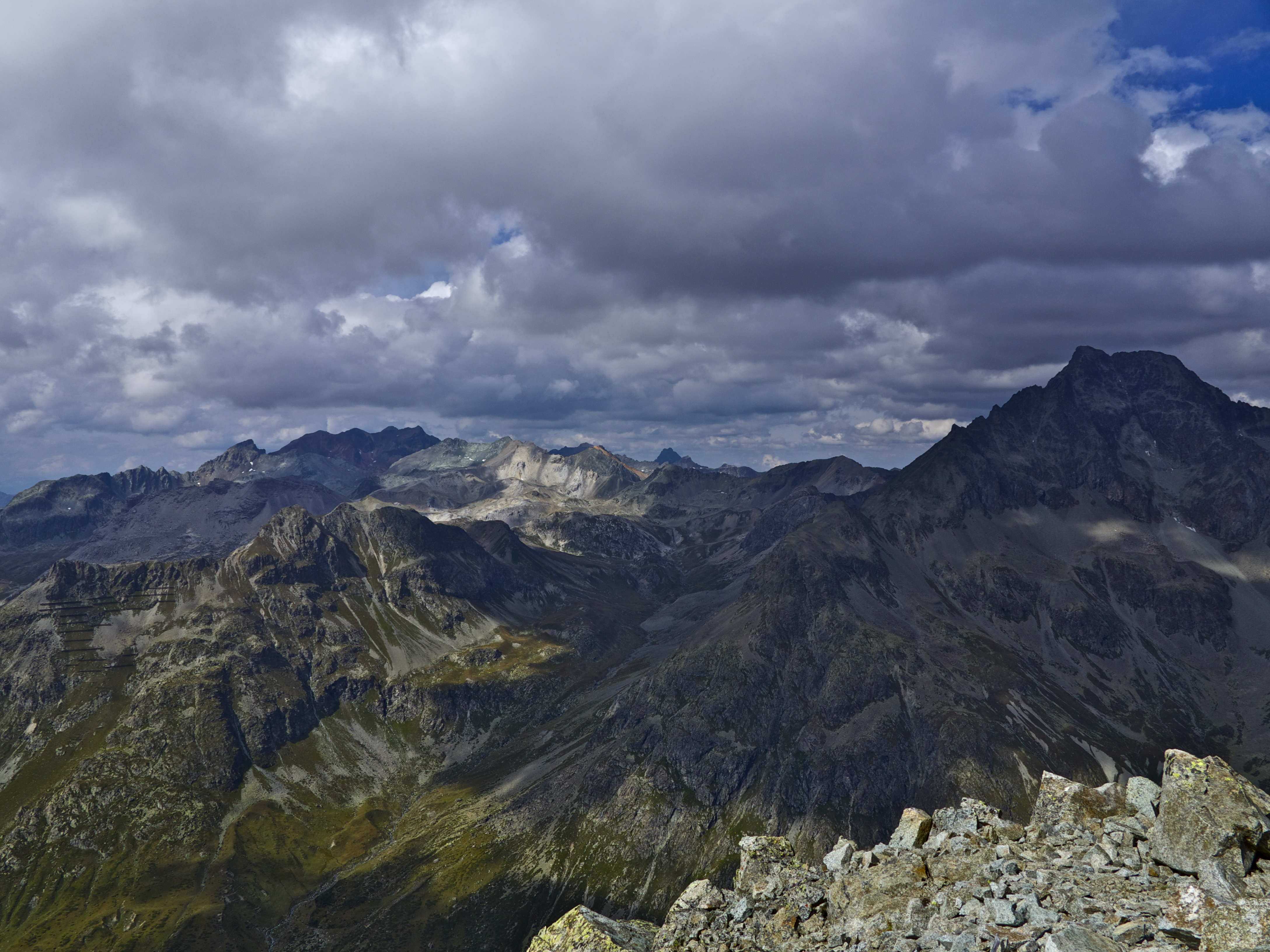
Blick Richtung NNW zur Julier- und Bever-Gruppe und zum Err-Gebiet.
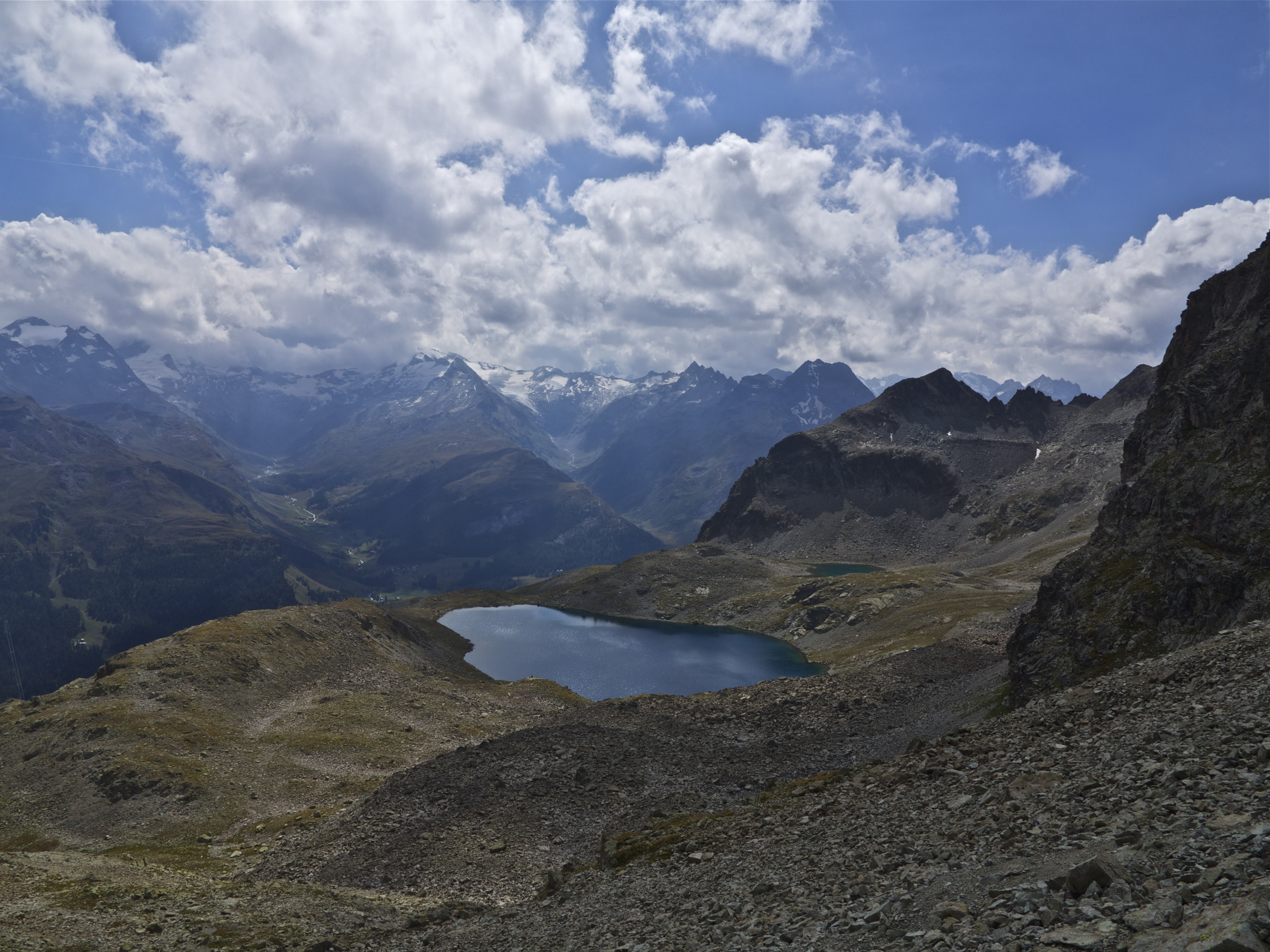
Lej da la Tscheppa 2616 m ü. M., aufgenommen von der Fuorcla Polaschin.
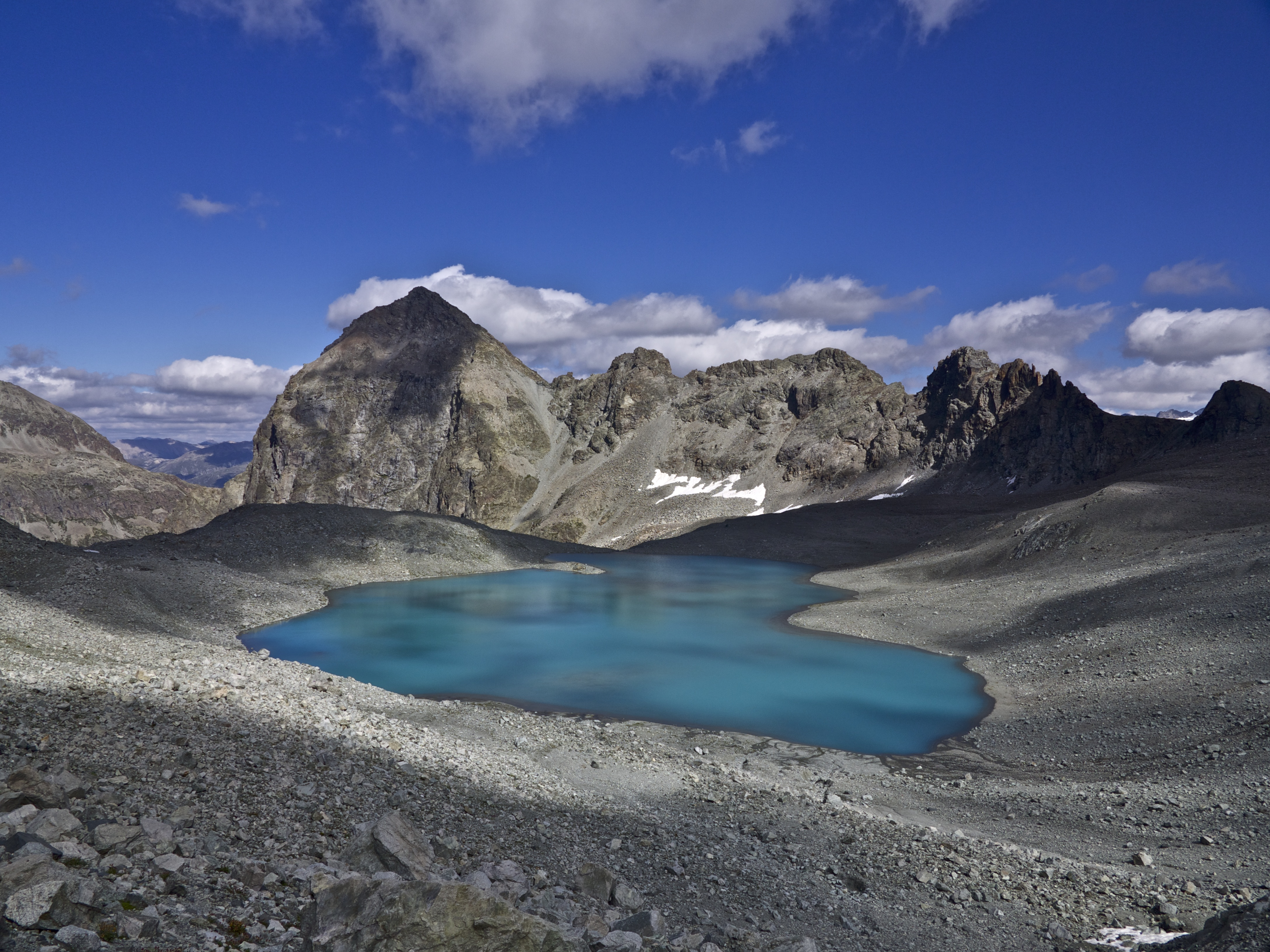
See in Gianda Lagrev 2721 m ü. M., zwischen Piz Lagrev und Piz Polaschin, im Hintergrund der Piz Polaschin.